# Euphagus cyanocephalus
El turpial ojiclaro (Euphagus cyanocephalus sin.: Turdus cyanocephalus), también conocido como tordo ojo amarillo o zanate de Brewer, es una especie de ave paseriforme de la familia Icteridae propia de América del Norte. Es nativo de  Canadá, Estados Unidos y México, aunque puede aparecer como divagante en Bahamas, las islas Turcas y Caicos y Guatemala. Sus hábitats naturales son las praderas y pastizales, playas arenosas, bancos de arena, pozas intermareales.

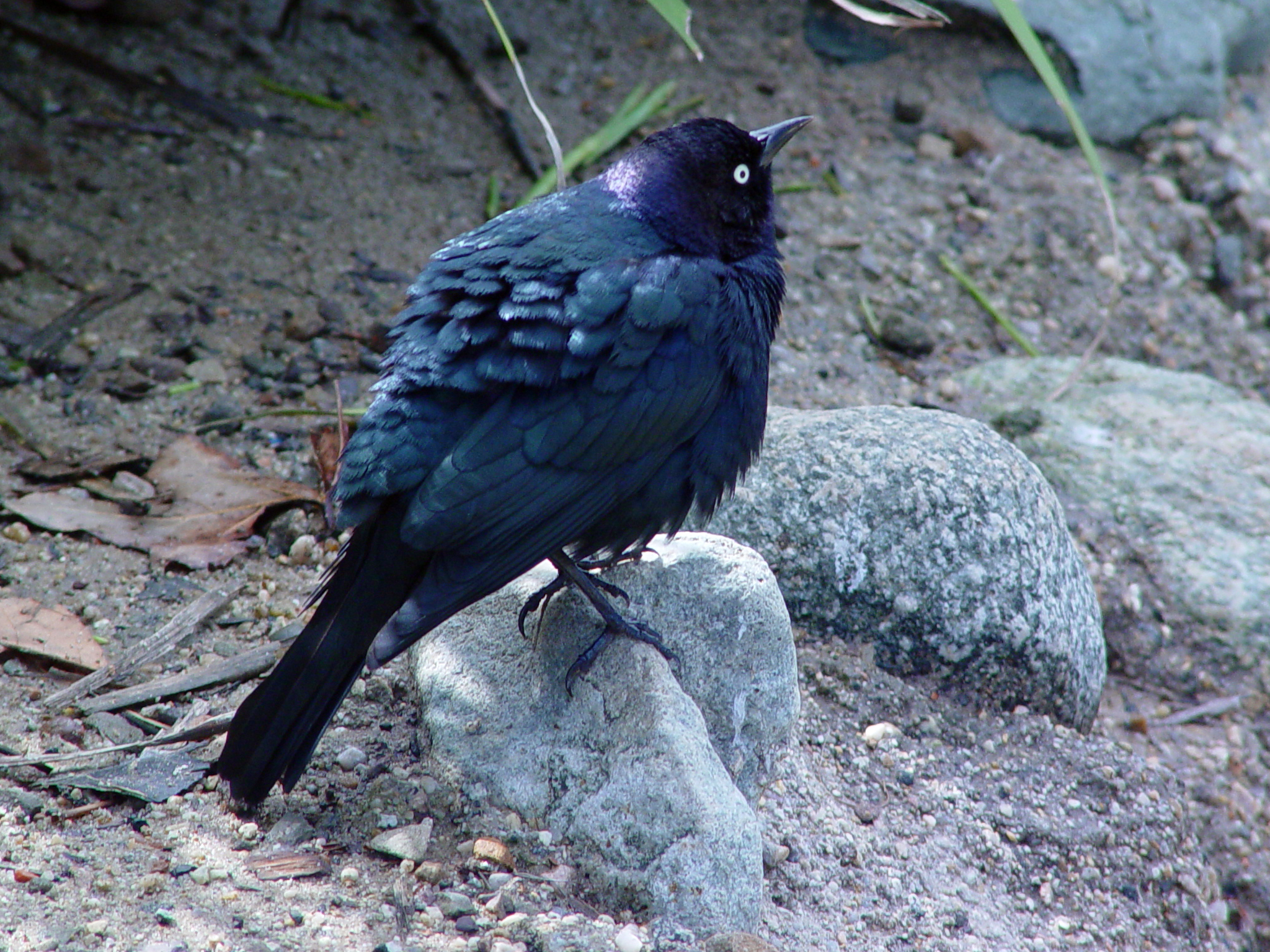
E. cyanocephalus (macho).
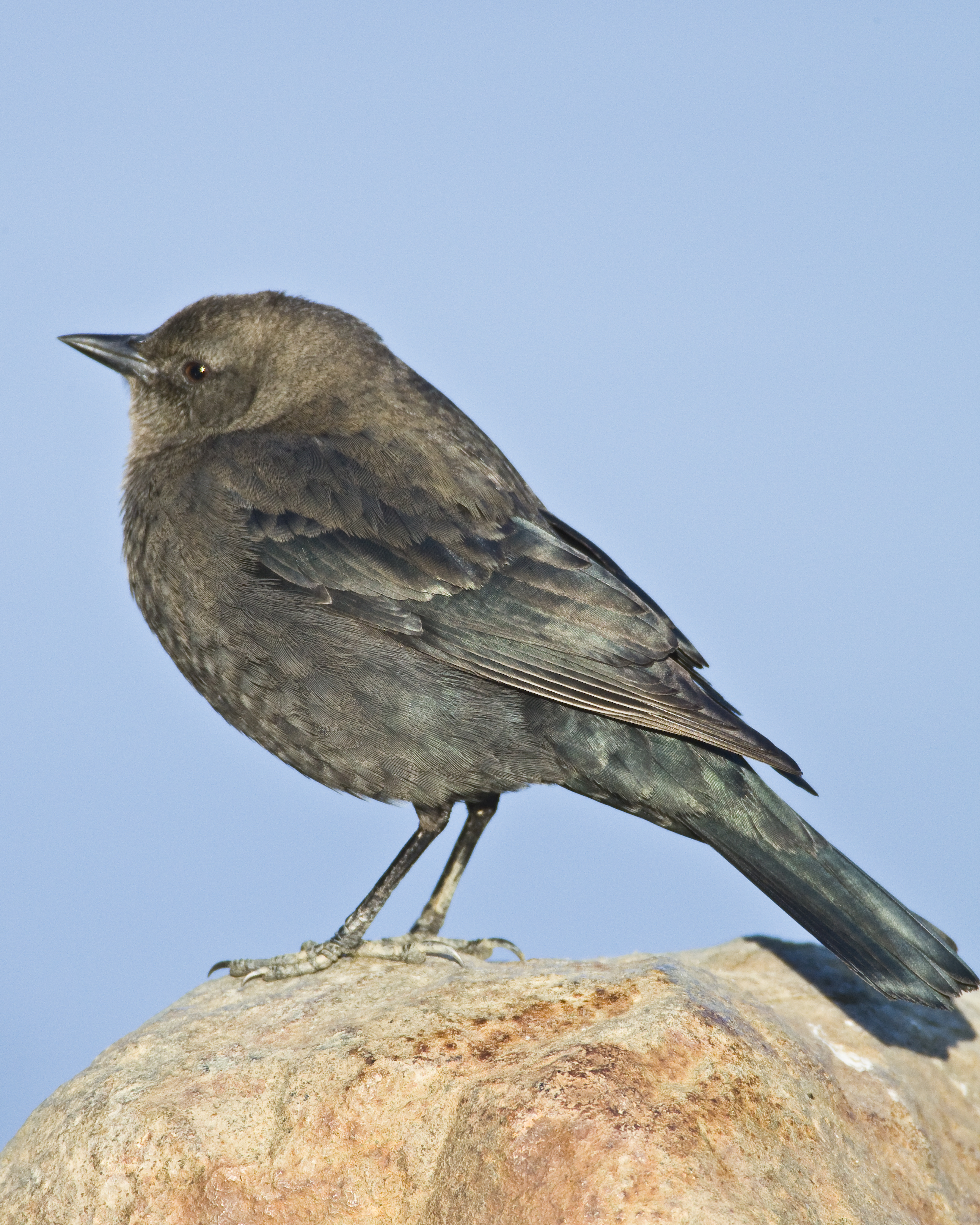
E. cyanocephalus (hembra).
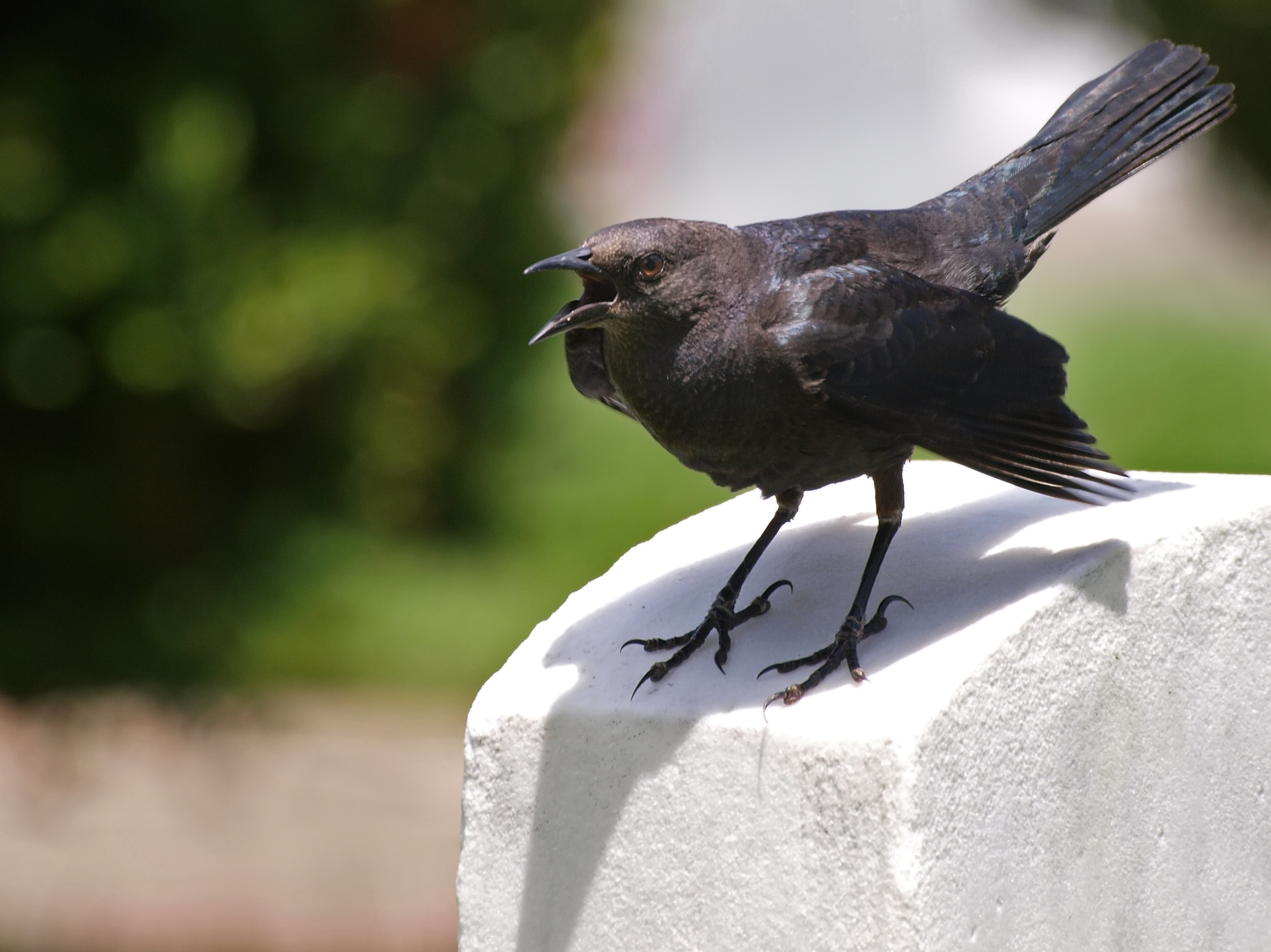
E. cyanocephalus (hembra).